# Amintiri din copilărie (film)
Amintiri din copilărie este un film românesc din 1965 regizat de Elisabeta Bostan. Se bazează pe opera literară „Amintiri din copilărie” de Ion Creangă. Ion Bocancea a interpretat rolul Nică al lui Ștefan a Petrei și în filmul Pupăza din tei din 1965.

## Distribuție
- Ștefan Ciobotărașu — Ion Creangă adult
- Ion Bocancea — Nică al lui Ștefan a Petrii[1]
- Corina Constantinescu — Smaranda Creangă, mama lui Nică
- Emanoil Petruț — Ștefan a Petrii, tatăl lui Nică
- Nicolae Veniaș — David Creangă din Pipirig, bunicul lui Nică
- Eliza Petrăchescu — mătușa Mărioara, soția lui moș Vasile
- Zoe Anghel Stanca — mătușa Măriuca, soția lui moș Andrei
- Mircea Constantinescu — moș Nichifor
- Costache Sava — preotul Ioan Humulescu
- Alexandru Azoiței — bădița Vasile
- Ion Henter — popa Oșlobanu
- Mihai Mereuță — moș Vasile, fratele lui Ștefan a Petrii/vornicul satului
- Maria Cupcea — mama bădiței Vasile
- Nunuța Hodoș — Irinuca, gazda lui Nică de la Broșteni
- Nicolae Irimia — copil
- Petrică Grigoraș — copil
- Elena Iacob — copil
- Cezar Tătaru — copil
- Victor Copoț — copil
- Eduard Bulgaru — copil
- Iuliana Ganea — copil

## Primire
Filmul a fost vizionat de 5.347.502 de spectatori în cinematografele din România, după cum atestă o situație a numărului de spectatori înregistrat de filmele românești de la data premierei și până la data de 31 decembrie 2014 alcătuită de Centrul Național al Cinematografiei.